# 4781 Sladkovic
4781 Sladkovic је астероид главног астероидног појаса са средњом удаљеношћу од Сунца која износи 2,156 астрономских јединица (АЈ).
Апсолутна магнитуда астероида је 14,6.